# Лівінгстон (футбольний клуб)
«Лівінгстон» (шотл. Livingston Fitbaa Club) — професійний шотландський футбольний клуб з міста Лівінгстон. Виступає у шотландському Чемпіоншипі. Домашні матчі проводить на стадіоні «Елмондвейл», який вміщує 9 865 глядачів.

## Історія
Клуб «Лівінгстон», який наразі грає в Чемпіоншипі був створений як заводська команда «Ференті Тісл» в 1943 році. В 1974 році клуб вступив до футбольної ліги Шотландії, змінив назву на «Мідовбенк Тісл» і почав грати матчі на стадіоні «Мідовбенк» в Единбурзі. В 1995 році клуб переїхав у Лівінгстон, що в Західному Лотіані, і взяв назву міста. З тих пір «Лівінгстон» став грати домашні матчі на стадіоні «Елмондвейл». Протягом десяти років після переїзду команда досягла значних успіхів: пробилась у Прем'єр-лігу в 2001 році, отримала право грати в Кубку УЄФА в першому ж сезоні у Вищому дивізіоні, зайнявши третє місце після «Селтіка» та Рейнджерс. Крім цього клуб здобув Кубок шотландської ліги в 2004-му, здолавши у фіналі «Гіберніан» з рахунком 2-0. Попри свої успіхи «Лівінгстон» потрапив у фінансову скруту в 2004 році, що призвело до пониження у класі в 2006 році. Фінансові проблеми клубу не закінчувалися і в липні 2009 року він був на межі ліквідації. Далі команда опустилася до Третього дивізіону, але після певних успіхів повернулася в Чемпіоншип.

## Досягнення
- Чемпіонат Шотландії:
  - Бронзовий призер (1): 2001-02
- Кубок шотландської ліги:
  - Володар (1): 2003-04
  - Фіналіст (1): 2020-21